# 33825 Reganwill
33825 Reganwill è un asteroide della fascia principale. Scoperto nel 2000, presenta un'orbita caratterizzata da un semiasse maggiore pari a 2,2936150 UA e da un'eccentricità di 0,1810482, inclinata di 5,93784° rispetto all'eclittica.